# Whoami
whoami ist ein Unix-Kommando, welches den Benutzernamen des den Befehl aufrufenden Benutzers ausgibt. Der Begriff leitet sich von der englischen Frage Who am I? (auf Deutsch „Wer bin ich?“) ab. Gerade bei Mehrbenutzersystemen wie Unix und verwandten Derivaten sind Benutzer in der Lage, ihre Benutzerkennung zu wechseln, beispielsweise mit dem Unix-Kommando su oder sudo. Vor allem bei älteren Shells, die in dem Prompt nicht den Benutzernamen mit ausgegeben haben, konnten bereits nach wenigen su Verwirrungen bei dem Benutzer auftreten, unter welchem Benutzernamen er gerade arbeitet. Ein kurzer Aufruf des whoami-Kommandos genügt, um sich der aktuell verwendeten Benutzerkennung sicher zu sein.
whoami ist Teil der GNU Core Utilities; die Version wurde von Richard Mlynarik für das GNU-Projekt geschrieben.

## Benutzung unter Unix
Moderne Unix-Shells setzen beim Anmelden die Umgebungsvariable $USER, die üblicherweise auch im Kommandozeilenprompt ausgegeben wird. Diese enthält jedoch den Benutzernamen, der zur effektiven UID gehört, und nicht zu der realen. Mit einem Aufruf von su ohne Parameter ändert sich beispielsweise nur die reale UID, die effektive jedoch nicht. Daher kann es hier zu Verwirrungen kommen:
```
benutzer@host $ 
whoami

benutzer

benutzer@host $ 
su

Password:

benutzer@host $ 
whoami

root

benutzer@host $ 
exit

benutzer@host $ 
whoami

benutzer

```

Ein Aufruf von su mit dem Parameter - ändert hingegen auch die effektive UID, weil eine neue Login-Shell gestartet wird (und damit auch der Wert der Umgebungsvariable $USER ein anderer ist). Hier ist im Allgemeinen der Aufruf von whoami überflüssig, weil der reale Benutzername dann bereits im Prompt steht:
```
benutzer@host $ 
whoami

benutzer

benutzer@host $ 
su
 
-

Password:

root@host $ 
whoami

root

root@host $ 
logout

benutzer@host $

```

## Alternativen
Mit dem Unix-Befehl id, der mit den Parametern -un aufgerufen die gleichen Ausgaben wie whoami ausgibt, ist whoami mittlerweile veraltet.

## whoami auf anderen Plattformen
Auch für andere (Mehrbenutzer-)Betriebssysteme entstanden Programme mit gleichem Namen und analogem Funktionsumfang.

### Novell NetWare
Auch Novell NetWare stellt die Funktion „Who am I“ zur Verfügung. Für DOS-basierte Clients gibt es die whoami.exe:
```
Z:\>WHOAMI.EXE
You are user ZDL attached to server S311, connection 4.
Server S311 is running NetWare v3.12 (25 user).
Login time: Saturday November 22, 2008  2:53 pm
```

### Microsoft Windows
Das Windows 2000 Resource Kit, Windows Vista, Windows 7 sowie Windows Server 2008 verfügen über das Programm Whoami.exe, welches eine ähnliche Funktionalität zur Verfügung stellt. Hierbei können verschiedene Informationen, z. B. Logon-ID, UPN oder FQDN sowie Listen von Benutzern, Gruppen und Berechtigungen in verschiedenen Formaten (z. B. CSV) ermittelt werden.
```
PS C:\> whoami /FQDN
CN=Mustermann\, Max,OU=Users,OU=4711,OU=42,OU=wikipedia,DC=de,DC=wikipedia,DC=org
```

```
PS C:\> whoami /USER /FO CSV
"Benutzername","SID"
"wikipedia\Mustermann","S-1-5-21-123456789-1234567890-1234567890-12345"
```

### MorphOS
WhoAmI als Teil von AmiTCP
```
Ram Disk:> whoami
morphosuser
```